# Thylacinus
Thylacinus là một chi động vật có vú trong họ Thylacinidae, bộ Dasyuromorphia. Chi này được Temminck miêu tả năm 1824. Loài điển hình của chi này là Didelphis cynocephala Harris, 1808.

## Các loài
Chi này gồm các loài:
- Chi Thylacinus
  - Thylacinus cynocephalus, hay Thylacine (Pliocene sớm đến 1936)
  - Thylacinus macknessi (Oligocene muộn — Miocene sớm)
  - Thylacinus megiriani (Miocene muộn)
  - Thylacinus potens (Miocene sớm)
  - Thylacinus rostralis

## Hình ảnh

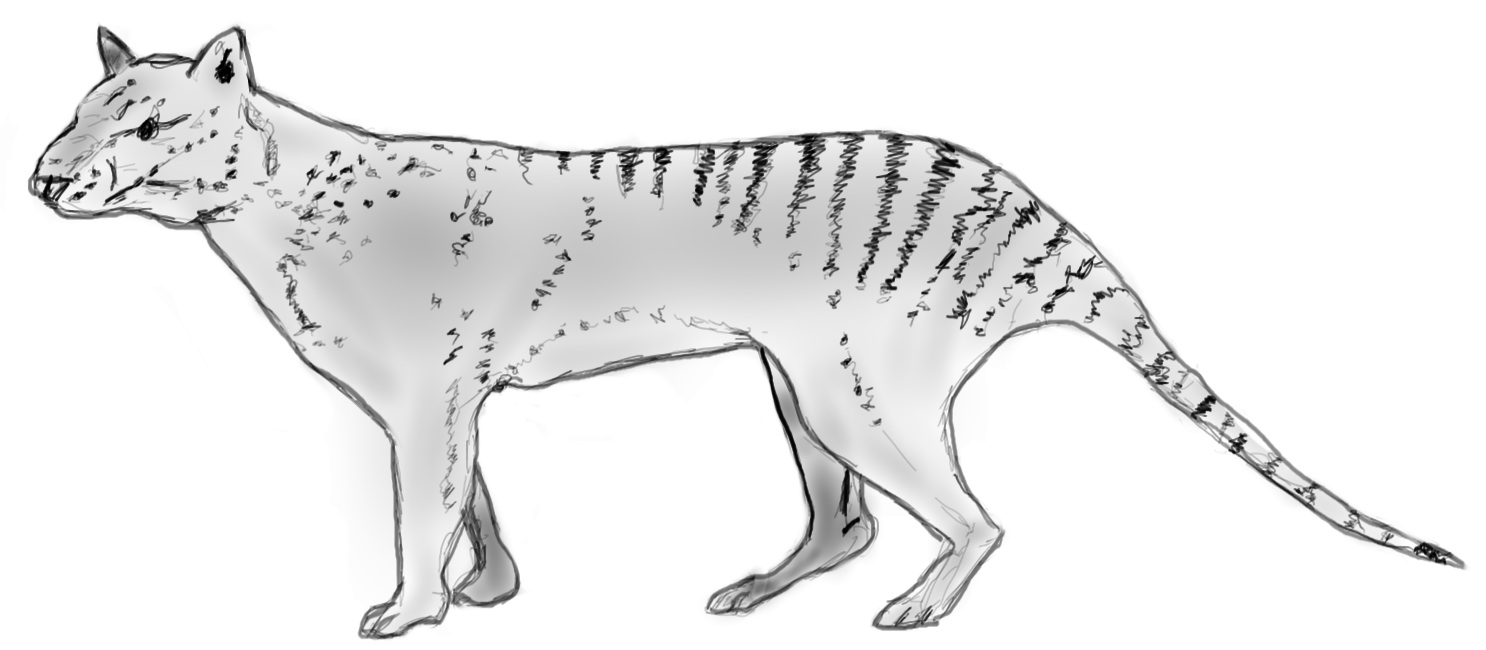